# 天理西中学校事件
天理西中学校事件（てんりにしちゅうがっこうじけん）とは、部落解放同盟奈良県連合会幹部らが1989年に奈良県天理市で起こした暴行傷害事件。
第二の八鹿高校事件とも呼ばれる。

## 経緯
1989年1月30日、天理市の一店主が店の前にたむろしていた奈良県天理市立西中学校（金森利匡校長）の生徒に対して「X（同和地区の名前）が偉そうに言うな」と怒ったことに端を発する。
この生徒から知らせを受けた部落解放同盟奈良県連合会は、店主の発言を差別と断定。1989年11月4日、同連合会書記長山下力ら150名が、この発言と直接関係のない天理西中学校に押しかけ、この事件を解放教育の教材にせよと要求。同校はこの事件の前から狭山集団登校や部落解放研究会設置や解放教育推進を部落解放同盟奈良県連に強く要求され、退けてきた経緯があった。
11月4日は校長ら4人の代表が部落解放同盟との話し合いに応じる約束だったが、当日になってから部落解放同盟が4人との話し合いを拒否し、全教職員との話し合いを要求して駐車場入口に座り込みをおこない、同校を封鎖。部落解放同盟は200名近くでデモとシュプレヒコールを開始し、教師ひとりひとりの名を呼び捨てにして「○○糾弾！」｢○○許さないぞ！」「ここにおられんようにしたるからな！」と罵声を浴びせた上、大スピーカーで「お前らの顔覚えといたる。今日は帰られへんで。車のナンバーひかえたぞ、車に気をつけろよ。家には家族がいてるねんやろ」と2時間以上にわたり教職員たちを恫喝した。この間、職員室前廊下が部落解放同盟に土足で占拠されていたため、職員室に監禁された教職員たちはトイレに行くことができず更衣室でペットボトルに用を足すことを余儀なくされた。
11月11日にも部落解放同盟が150人で同校に押しかけ、「西中学の教職員には差別体質がある」として校内でデモとシュプレヒコールを実行。「八鹿のように闘うぞ」「平群のように闘うぞ」「旭のように闘うぞ」と連呼して気勢を上げた。同日夕刻には、監禁中の教職員たちを迎えに来た奈良教職員組合の宣伝カーを部落解放同盟員30数名が襲撃し、金属製の旗竿やポールで窓ガラスを割り、乗員に対して殴る蹴る突くなどの暴行を働いた。この結果、奈良教職員組合の籠島孝臣組織部長ら6人が全治1週間から10日間の怪我を負い、宣伝カー4台が大破した。帰宅しようとする教職員は部落解放同盟員数十人に押し返されて妨害され、「帰れると思うなよ」と罵声を浴びせられた。
11月18日にも部落解放同盟が約70人で同校に押しかけ、午前11時すぎから午後3時まで校内でジグザグデモやシュプレヒコールを繰り返し、非常ベルを鳴らすなどの嫌がらせを行った。11月22日には、部落解放同盟により、同校の教職員ひとりひとりの自宅付近に名指しで誹謗中傷の貼り紙が約20枚ずつ貼りつけられた。
このため、同年11月29日、山下ら30名が暴力行為等処罰法違反ならびに傷害の容疑で奈良地方検察庁に告訴された。